# Malcom Ferdinand
Malcom Ferdinand, né en 1985, est un ingénieur en environnement, docteur en science politique à l'université Paris-Diderot et chercheur au CNRS qui étudie les interactions entre l'histoire coloniale et les problématiques environnementales dans le cadre caribéen,.

## Biographie
Malcom Ferdinand grandit en Martinique jusqu’à ses dix-huit ans, où il prend conscience des inégalités sociales et des problèmes environnementaux. 
Pendant ses études d’ingénieur civil à l'University College de Londres, il se spécialise en ingénierie de l’environnement lors d'une année d'échange en Australie. 
Après six mois de mission humanitaire au Darfour, il en conclut que ses connaissances techniques ne sont pas suffisantes pour régler les problèmes environnementaux. Il décide alors de commencer un master en philosophie et sociologie politique à Paris à l'université Paris-Diderot, où il soutient son mémoire « Penser l'écologie depuis le monde caribéen ».

## Publications
Il publie d'abord dans des revues scientifiques. On peut par exemple noter « De l'usage du chlordécone en Martinique et en Guadeloupe : l'égalité en question », publié en 2015 dans la Revue française des affaires sociales, « La littérature pour penser l'écologie postcoloniale caribéenne », dans la revue Multitudes en 2015, « Xénopolis », dans la revue Tumultes en 2018, et « Pour une écologie décoloniale », dans la revue Projet en 2020.
Il publie son premier livre Une écologie décoloniale aux éditions du Seuil en 2019,. Il y explique les liens entre l'écologie et le colonialisme en retraçant les luttes marronnes et anticolonialiste sous l'angle de l'écologie. Il revient aussi sur la notion d'anthropocène sous l'angle historique du colonialisme. Le livre est récompensé par le prix de la Fondation de l'écologie politique,,. L'ouvrage est traduit par Letícia Mei (pt) en portugais brésilien en 2022 sous le titre Ecologia Decolonial: Pensar a partir do mundo caribenho chez Ubu Editora (pt).
Il publie son deuxième livre S'aimer la Terre : Défaire l'habiter colonial en 2024 et traite notamment du scandale du chlordécone aux Antilles françaises